# Bierkugel (Wurst)

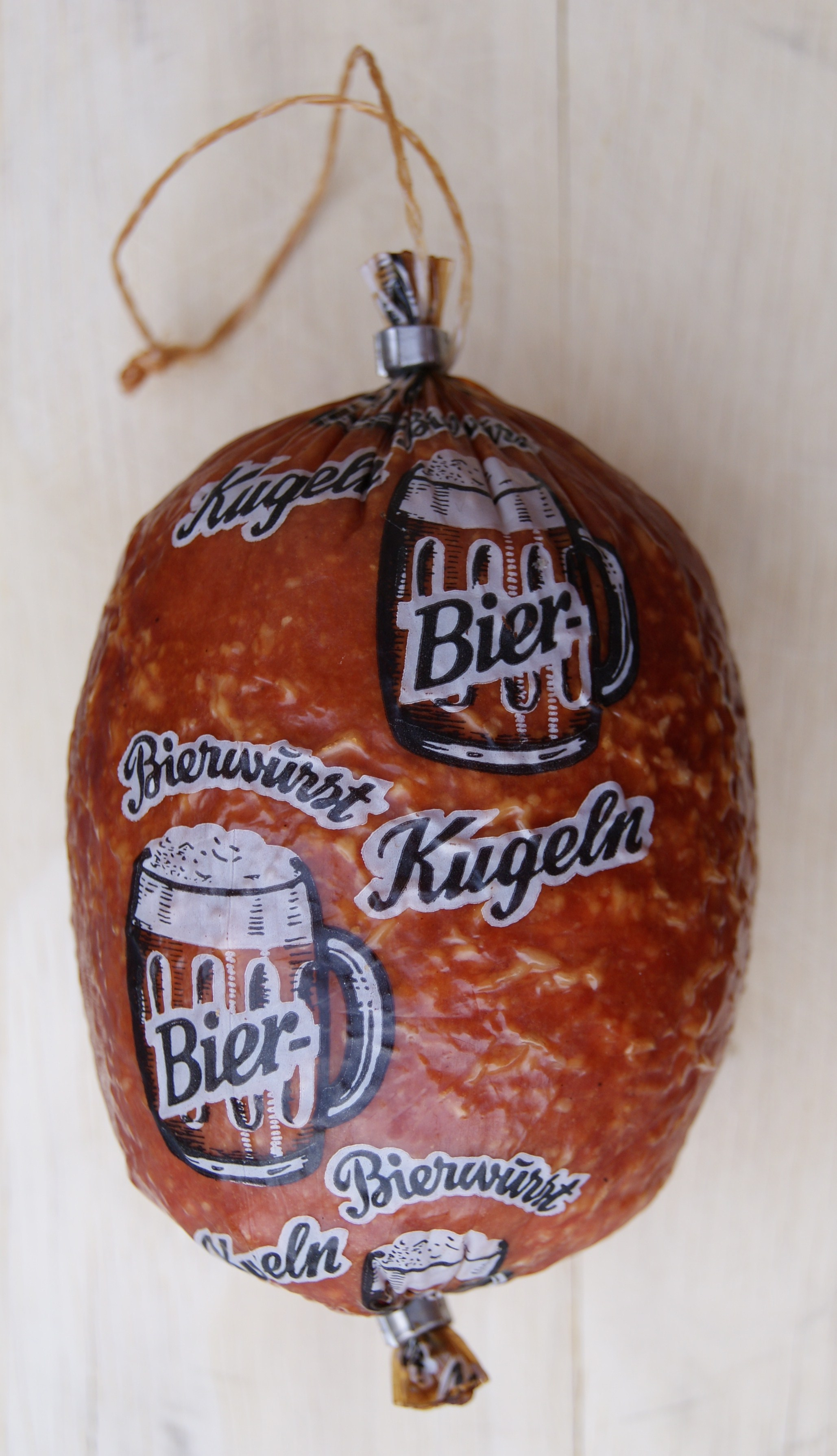
Bierkugel

Bierkugel ist die Bezeichnung für eine kugelförmige Ausfertigung einer Dauerwurst in Kunstdarm. Oft werden die Wurstsorten Bierwurst oder Bierschinken in Form einer Bierkugel verkauft.
Bierkugeln sind vor allem in Süddeutschland und Österreich verbreitet.